# Gnossiennes
Pour concept philosophico-religieux, voir Gnose et Gnoséologie.
 (novembre 2018).
Les Gnossiennes ([ɡnɔsjɛn]) sont une œuvre pour piano solo en plusieurs parties d'Erik Satie composées entre juillet 1889 et janvier 1897.
Elles sont inspirées de sa période impressionniste et mystique et succèdent à ses trois Gymnopédies composées en 1888.

## Histoire

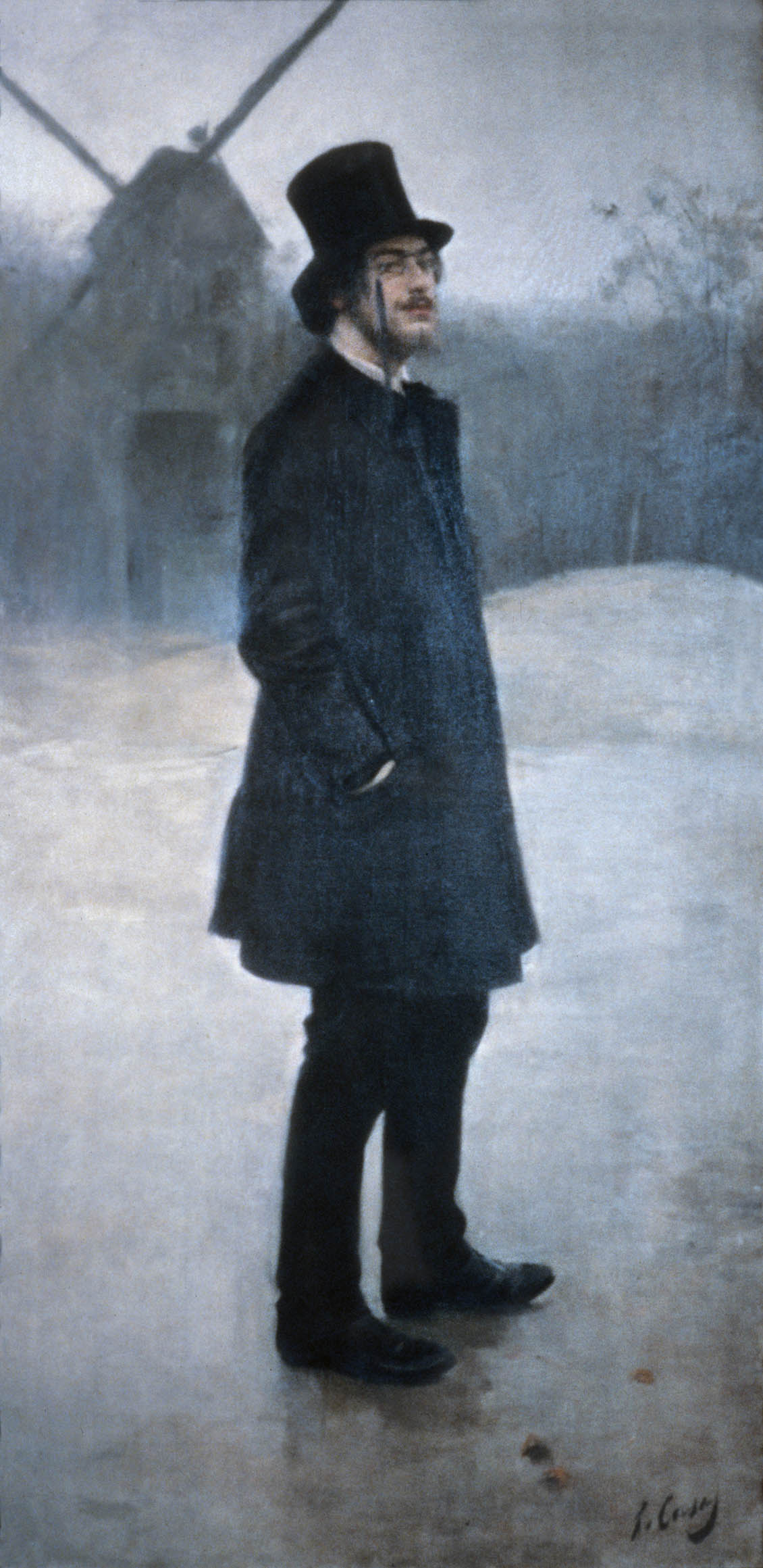
El Bohemio (huile sur toile, 1891), portrait de Satie par Ramón Casas (Université Northwestern).

Pour ses Gnossiennes mystérieuses, envoûtantes et avant-gardistes, Satie invente un nouveau nom de forme originale, dérivé du mot gnose (du grec ecclésiastique gnôsis : connaissance) de la mythologie grecque. Il est impliqué à ce moment de sa vie dans des sectes et des mouvements mystiques gnostiques. Satie est également très inspiré par la mythologie grecque. Ses Gnossiennes sont également très inspirées de ses trois Gymnopédies précédentes de 1888 (inspirées des danses rituelles des fêtes religieuses Gymnopédies de la Grèce antique). Le mot gnossien dérive du crétois Knossos ou gnossus, qui lient les gnossiennes à Thésée, à Ariane et au Minotaure de la mythologie grecque. Plusieurs sites archéologiques relatifs à ce thème ont été excavés à cette époque. Selon le philosophe musicologue Vladimir Jankélévitch, pour Erik Satie « le temps gnossien, c'est le temps immobile, stoppé dans l'ostinato d'une chorégraphie et d'un rythme exclusifs de tout développement... La gaucherie et la raideur gnossiennes, apparentées en cela au primitivisme archaïsant du Sacre ». Il est possible que Satie se soit également inspiré pour ce titre d'un passage de la traduction en anglais de l’Énéide de Virgile par John Dryden en 1697, où le mot serait apparu pour la première fois :
Let us the land which Heav'n appoints, explore ;

Appease the winds, and seek the Gnossian shore.
(Explorons le pays que le Ciel désigne ; apaisons les vents et cherchons le rivage Gnossien.)
Satie compose les Gnossiennes dans la décennie qui a suivi la composition des Trois Sarabandes (1887) et des Gymnopédies (1888). Comme les Sarabandes et les Gymnopédies, les Gnossiennes sont souvent considérées comme des danses. Le vocabulaire musical des Gnossiennes est une continuation de celui des Gymnopédies (une évolution qui avait commencé avec les Ogives) et mène à l'expérimentation plus harmonique dans des compositions comme les Danses gothiques. Ces séries de compositions sont caractéristiques de Satie dans sa manière sérieuse, et en ce sens diffèrent de ses compositions de salon comme Waltz (1885 publiées en 1887), de cabaret (la valse Je te Veux), ses Cantorum pour piano seul, ou ses Préludes flasques (1912).

## Trois Gnossiennes
Ces trois Gnossiennes, composées en 1890, ont été publiées en 1893. Une révision avant leur publication en 1893 n'est pas improbable, la 2e Gnossienne peut même avoir été composée cette année-là (on lit la date « Avril 1893 » sur le manuscrit). Les versions pour piano seul des trois premières Gnossiennes sont sans indication de mesure ni barres de mesure[source insuffisante].
Elles sont d'abord publiées dans Le Figaro musical no 24 de septembre 1893 (Gnossiennes no 1 et 3, puis encore no 2) et dans Le Cœur no 6-7 de septembre-octobre 1893 (Gnossienne no 2 imprimé en fac-similé, puis numéroté no 6).
La première publication, groupée et numérotée, date de 1913. À cette époque, Satie avait indiqué 1890 comme date de composition pour les trois Gnossiennes. La première, d'inspiration orientale, a été dédiée à Roland-Manuel lors de la réimpression de 1913. Alors qu'en 1893 l'impression en fac-similé de la 2e Gnossienne contenait une dédicace à Antoine de La Rochefoucauld, celle-ci ne se retrouve pas dans l'édition de 1913. Antoine de La Rochefoucauld avait été en 1891 cofondateur, avec Joséphin Peladan, de l'Ordre de la Rose-Croix catholique et esthétique du Temple et du Graal ; or au moment de la deuxième publication de la première série de trois Gnossiennes, Satie avait déjà rompu depuis longtemps avec les rosicruciens.
Le tempo ressemble à celui des Gymnopédies : tempos lents, respectivement « prêtés » (en français pour Lento), avec étonnement, et encore « prêtés ».
Un croquis ne contenant que deux mesures incomplètes, daté autour de 1890, montre Satie commençant à orchestrer la 3e Gnossienne.

## Gnossiennesno4-6
Les Gnossiennes no 4-6 n'ont été publiées qu'en 1968. Aucune d'entre elles ne semble avoir été numérotée, ni même intitulée comme « Gnossienne » par Satie lui-même. La séquence de ces trois Gnossiennes dans la publication 1968 par Robert Caby ne correspond pas à l'ordre chronologique de composition. On ne sait pas si Satie a conçu ces compositions comme trois éléments d'une même série.

### Gnossienneno4
Carême. Date de composition sur le manuscrit : 22 janvier 1891.
Composée en la mineur, elle dispose d'une ligne de basse centrée autour d'un accord mineur IV (Dm). La partie basse transpose ensuite en ut mineur.

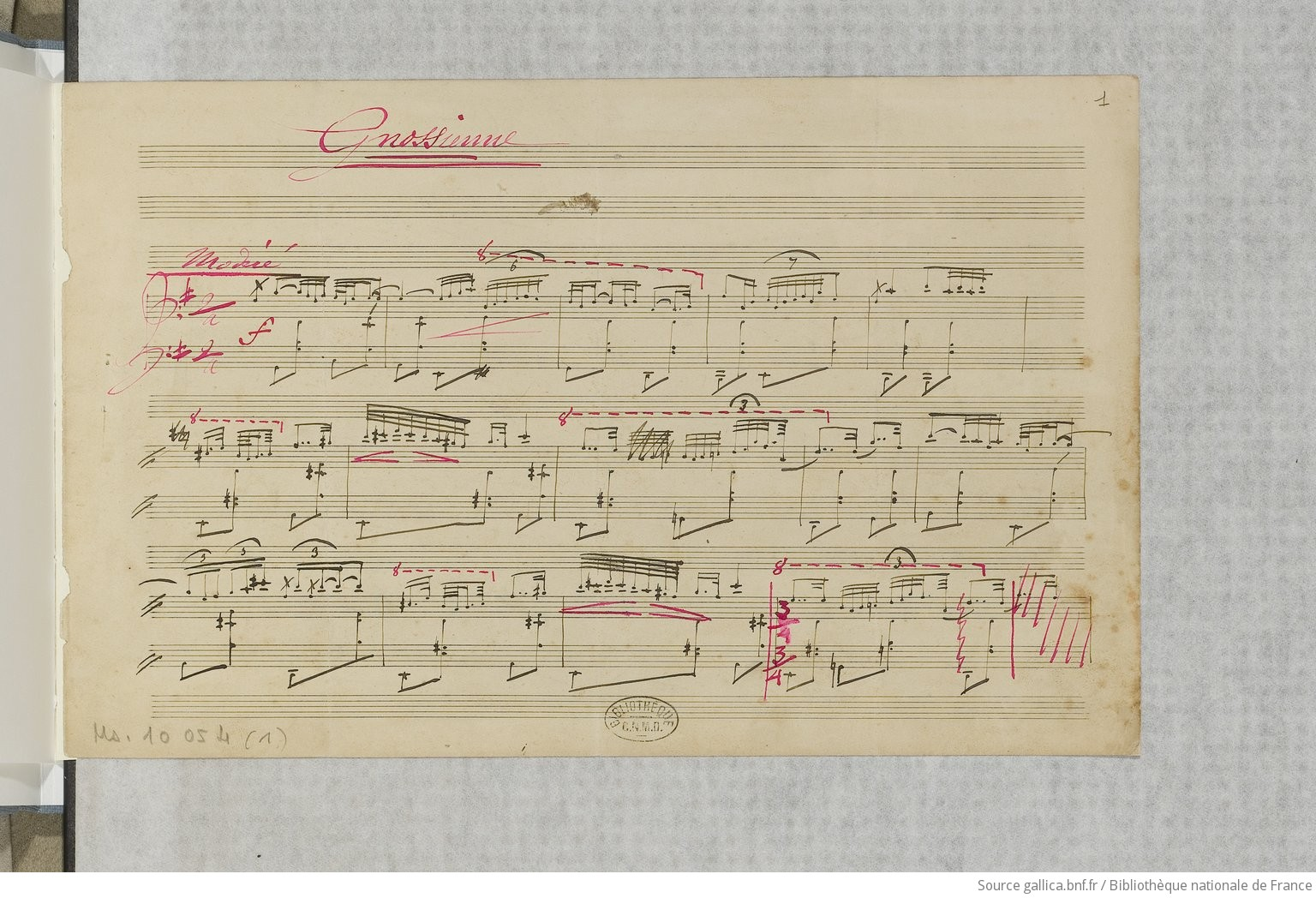
Première page du manuscrit autographe de la Gnossienne no 5.

### Gnossienneno5
Modéré (français pour Moderato). En date du 8 juillet 1889, ce fut probablement la première composition de Satie après l'année 1888 : en tout cas, elle est antérieure à toutes les autres Gnossiennes connues (y compris les trois publiées en 1893).

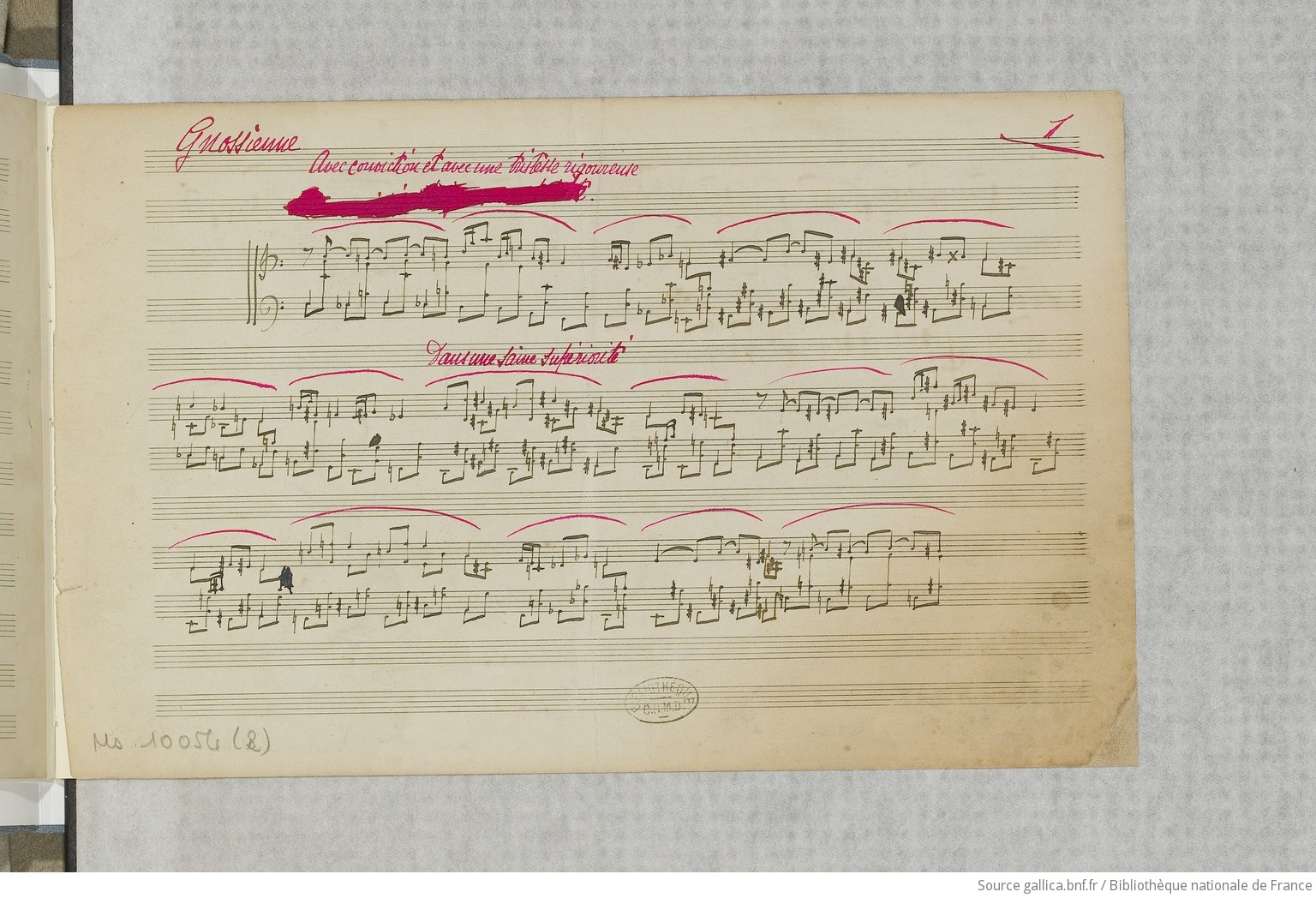
Première page du manuscrit autographe de la Gnossienne no 6.

### Gnossienneno6
« Avec conviction et avec une tristesse rigoureuse ». Composée près de 8 ans après la première, en janvier 1897.

### Le Fils des étoiles-Trois Morceaux en forme de poire(dite «Gnossienneno7» )
Le Fils des étoiles musique de scène (composée en 1891) contient une Gnossienne dans le premier acte. Pour celui-ci, la dénomination de « Gnossienne » est certainement de Satie (comme il ressort de la correspondance avec son éditeur) [réf. souhaitée]. À la suite de cela, cette musique est parfois connue comme la 7e Gnossienne. Cette partie du Fils des étoiles a été réutilisée dans le premier mouvement de Trois morceaux en forme de poire.

## Reprises et postérité

### Cinéma, télévision, et jeux vidéo
La Première Gnossienne est reprise dans de nombreuses bandes son de films de cinéma et à la télévision, dont :
- 1963 : Le Feu follet, de Louis Malle, d'après le roman de Pierre Drieu la Rochelle
- 1968 : Une histoire immortelle, téléfilm d'Orson Welles, d'après la nouvelle L'éternelle histoire de Karen Blixen
- 1978 : Satiemania, court-métrage d'animation de Zdenko Gasparovic
- 1989 : Violent Cop, de Takeshi Kitano (adaptation libre de Kume Daisaku) sur un scénario coécrit par Hisashi Nozawa et Takeshi Kitano
- 1994 : Shrunken Heads (en), de Richard Elfman (en) (adaptation libre de Danny Elfman et Richard Band)
- 2000 : Le Chocolat, de Lasse Hallström, adapté du roman Chocolat, de Joanne Harris
- 2003 : Cinq Petits Cochons, téléfilm  de Paul Unwin (en) sur un scénario de Kevin Elyot, d'après le roman éponyme d'Agatha Christie
- 2004 : Koino no Waltz, épisode 9 de la série télévisée japonaise, réalisé par Makoto Naganuma
- 2005 : Revolver, de Guy Ritchie, sur un scénario coécrit par Guy Ritchie et Luc Besson, comme générique de fin (un générique sans textes ni images)
- 2006 : Le Voile des illusions, de John Curran, sur un scénario de Ron Nyswaner, adapté du roman La Passe dangereuse, de William Somerset Maugham
- 2008 : Käsky, d'Aku Louhimies ;
- 2008 : Paris, de Cédric Klapisch, sur un scénario de Cédric Klapisch
- 2008 : Le Funambule, film documentaire de James Marsh
- 2009 : Bir Bulut Olsam (en), série turque dirigée par Ulaş Inaç et écrite par Meral Okay, épisodes 7, 10 et 11
- 2010: Gran Turismo 5, jeu vidéo de course automobile
- 2011 : Hugo Cabret, de Martin Scorsese
- 2016 : Mr. Robot, épisode 10 de la deuxième saison de la série télévisée américaine
- 2016 : Watch Dogs 2 - Jeu vidéo Ubisoft
- 2016 : Le Passe-muraille, téléfilm réalisé par Dante Desarthe d'après la nouvelle éponyme de Marcel Aymé, avec Denis Podalydès
- 2017 : Glacé, épisode 1 de la première saison de la série télévisée française
- 2017 : The End Is Nigh, à l'écran titre du jeu, qui reprend également dans ses niveaux des morceaux de compositeurs ayant principalement vécu au XIXe siècle
- 2017 : Les Enquêtes de Morse épisode 1, saison 4 de la série
- 2018 : Marseille, épisode 8 de la deuxième saison de la série télévisée
- 2018 : Dilili à Paris, film d'animation de Michel Ocelot
- 2018 : 2050, film de Princeton Holt.
- 2019 : La casa de papel, épisode 5 de la troisième saison de la série télévisée espagnole
- 2020 : Le Jeu de la dame (The Queen's Gambit) où la Première Gnossienne est interprétée par la mère adoptive de l'héroïne.
- 2021 : A Million Little Things, épisode 3 de la saison 4 de la série.
- 2021 : American Horror Story - Double Feature, épisode 1 de la saison 10 de la série.
- 2021 : Fear The Walking Dead, épisode 7, saison 7 de la série.
- 2021 : The Devil Judge, épisode 4, 5, et 7 saison 1
- 2022 : Bienvenidos a Edén, épisode 2, saison 1
- 2022 : Mercredi, épisode 7, saison 1
- 2024 : Célébration des 80 ans du DDAY . Juste avant la lecture de la Lettre au Front par Lambert Wilson .

Dans au moins deux des œuvres citées, la Première Gnossienne revient comme un leitmotiv : dans quelques épisodes de Les Experts : Miami (CSI: Miami), dans un épisode de Glacé, dans l'adaptation à la télévision des Cinq Petits Cochons, roman d'Agatha Christie, ainsi que dans le film Paris, de Cédric Klapisch.
Les deuxième, troisième, quatrième et cinquième Gnossiennes ont également servi d'illustrations sonores pour :
- 1928 : La Chute de la maison Usher, de Jean Epstein, d'après le scénario de Edgar Allan Poe (Troisième Gnossiennes)
- 2014 : The November Man, de Roger Donaldson (Troisième Gnossiennes)
- 1979 : Bienvenue, mister Chance, d'Hal Ashby, sur un scénario coécrit par Robert C. Jones et Jerzy Kosinski, d’après le roman Mr Chance, de Jerzy Kosiński (Quatrième et Cinquième Gnossiennes)
- 2014 : Deux, d'Anne Villacèque (Quatrième Gnossienne)
- 2002 : Monsieur Schmidt, d'Alexander Payne, sur un scénario coécrit par Alexander Payne et Jim Taylor, adapté du roman Mr. Schmidt, de Louis Begley (Quatrième Gnossienne)
- 2016 : Les Enquêtes de Morse épisode 3, saison 3 ( troisième Gnossienne )
- 2018 : Les Enquêtes de Morse épisode 1, saison 5 ( deuxième Gnossienne)

### Reprises ou réinterprétations de laPremière Gnossienne
- Réinterprétée en Reggae par le groupe Family Fodder pour son titre The Big Dig paru en 1982 chez Fresh Records (UK) (en).
- Revisitée en 2001 par Yann Tiersen pour la musique du film Le Fabuleux Destin d'Amélie Poulain : la première gnossienne est reconnaissable dans le thème du Moulin Orchestral
- Ou en version plus Dub par Mandala : Gnossienne Dub issue de l'album 20 Years of Dub paru en 2003 (edizioni Satta Records distribuzione Suonimusic/Storie di Note).
- Interprétée par Triste sire, dans les années 2003, face B de leur premier maxi, en version rock, avec un peu de larsen et la mélodie sifflée, chez Ariok Records.
- Utilisée par Arthur H sous le titre La chanson de Satie, en duo avec Feist, sur l'album Adieu tristesse paru en 2005 chez Polidor.
- Réinterprétée en anglais, sous le titre No Phrase, par la chanteuse de jazz danoise Cæcilie Norby (en), dans son album Arabesque, en 2010 chez ACT.
- Interprétée version punk, par le duo (guitare, violon) Vaguement La Jungle, en 2013, sous le titre Satie ou Gnossienne no 1.
- Citée par Orange blossom, dans l'album de 2014, Under the shade of violet, dans une chanson orientalisante Ya sîdî, chantée par Hend Ahmed Hassan.
- Revisitée en 2016 par le quatuor italien Decostruttori Postmodernisti, version incluant un synthétiseur, un violon, un trombone et un thérémine.
- Interprétée à la guitare électrique par Pensées Nocturnes, dans la piste Interlude Satierienne de l'album À boire et à manger, paru en 2016 chez Les Acteurs De l'Ombre Productions.
- Utilisée dans le titre Hip-hop Guala de G-Eazy en duo avec Carnage, en 2017, sur l'album Step Brothers, paru chez BPG/RVG/RCA Records.
- Réinterprétée par l'auteur-compositeur-interprète canadien Pierre Lapointe en 2022 dans le cadre d'une exposition de l'artiste suisse Nicolas Party au musée des beaux-arts de Montréal, intitulée L'Heure mauve[8].
- Interprétée au piano par Shining sur son album homonyme sorti en 2023, sous le titre "Åttahundratjugo".
- Revisitée en 2024 par Thibault Cauvin et M (Matthieu Chedid) sur l'album "L'heure miroir", récital à deux guitares, mêlant guitare acoustique et guitare electrique.